# أنطونيو أوروزكو (ملاكم)
أنطونيو أوروزكو (بالإسبانية: Antonio Orozco)‏ مواليد 30 أكتوبر 1987 في تيكاتي، ولاية باها كاليفورنيا، المكسيك، هو ملاكم محترف مكسيكي يصنف ضمن فئة وزن خفيف الوسط.

## إحصائيات
خاض خلال مسيرته 25 نزالا، فاز في 25 ولم يخسر. فاز بالضربة القاضية في 16 نزالا.

## وصلات خارجية
- أنطونيو أوروزكو على موقع بوكس ريك (الإنجليزية) (registration required)
- الموقع الرسمي